# Assunção da Virgem (Carracci)
Assunção da Virgem é o nome de duas obras do pintor barroco italiano Annibale Carracci cujo tema é a Assunção de Maria.

## Pintura do Prado
A primeira tela foi completada em 1590 e está atualmente no Museu do Prado, em Madrid, Espanha.

## Pintura de Roma
A segunda é de 1600-1 e está na famosa Capela Cerasi, na basílica de Santa Maria del Popolo, em Roma. Carracci competiu com os grandes artistas de sua época por esta peça-de-altar, a melhor encomenda da capela, mas o resultado é uma de suas obras menos satisfatórias. A Virgem se eleva de forma estranha de um amontoado de apóstolos, erguida por meia-dúzia de querubins.
A tela atualmente é obscurecida por duas pinturas da mesma época de Caravaggio que estão na mesma capela: "Conversão no Caminho de Damasco" e "Crucificação de São Pedro". Apesar da grande importância no desenvolvimento da arte barroca, o contraste é marcante: a Virgem brilha com a luz enquanto São Paulo está rodeado por pessoas e sombras ameaçadoras.